# 3789 Чжунго
3789 Чжунго (3789 Zhongguo) — астероїд головного поясу, відкритий 25 жовтня 1928 року.
Тіссеранів параметр щодо Юпітера — 3,144.
Назва - Китай китайською (кит.: 中国).